# Venatrix magkasalubonga
Venatrix magkasalubonga là một loài nhện trong họ Lycosidae.
Loài này thuộc chi Venatrix. Venatrix magkasalubonga được Alberto Barrion & James A. Litsinger miêu tả năm 1995.